# Nii Amaa Ollennu
Raphael Nii Amaa Amaa Ollennu (Accra, 21 maggio 1906 – 22 dicembre 1986) è stato un politico ghanese.
È stato Presidente del Parlamento del Ghana dall'ottobre 1969 al gennaio 1972 e Presidente ad interim del Ghana nell'agosto 1970, in qualità di capo della commissione presidenziale.